# Montenegros økonomi
Montenegros økonomi er i gang med en transformation, da den navigerer i følgerne af krigene i Jugoslavien, nedgangen i industrien efter opløsningen af Socialistiske Føderale Republik Jugoslavien og økonomiske sanktioner fra Forenede Nationer. Montenegro blev en del af World Trade Organization de. 29. appril 2012. Montenegro blev en del af North Atlantic Treaty Organization den 5. juni 2017. Montenegros optagelse i EU er planlagt til 2025.
Den Internationale Valutafond kategoriserer landets økonomi som en udviklingsøkonomi mens Verdensbanken kategoriserer landet som en øvre middelindkomstøkonomi.
Landets nominelle BNP i 2022 er estimeret til $6,018 mia., mens BNP efter købekraftsparitet var $15.476 mia. Montenegros BNP pr. indbygger var estimeret til $9.673 i 2022. Landets vækst var 4,1% i 2019.
En stor del af landets eksport er råmaterialer, særligt metaller som aluminium. Blandt de øvrige eksportområder er lægemidler, biler og vin. Den største handelspartner er Serbien.
Landet bruger euro som valuta.